# Classe Biya
Le unità appartenenti alla classe Biya (progetto 871 secondo la classificazione russa) sono piccole navi da sorveglianza idrografica.
La classificazione russa è in russo гидрографическое судно?, gidrografičeskoe sudno, "nave idrografica", abbreviato GS.

## Il servizio
Si tratta di unità di piccole dimensioni, costruite in RPP (cantiere navale di Danzica) tra il 1969 ed il 1974.
Queste navi sono progettate per svolgere compiti si sorveglianza idrografica, ma possono anche essere usate per il trasporto.
Molte unità della classe Biya sono state vendute a paesi amici dell'Unione Sovietica. Una di loro era in servizio con la Marina da Guerra Rivoluzionaria cubana. Si tratta della H-103 Guamá (ex GS-186). Altre due unità hanno operato fino agli anni 2010 in Ucraina, paese a cui sono state trasferite in seguito alla spartizione della Flotta del Mar Nero. Queste erano la GS-212 e la GS-273.
Molte unità oggi sono state poste in riserva. In servizio con la marina militare russa ne sopravvivono circa dieci (dati del 2023).
- GS-204: entrata in servizio nel 1970 ed operò nella Flotta del Baltico, è stata radiata nel 2014.
- GS-182: entrata in servizio nel 1970 ed operativa nella Flotta del Nord.
- Guamá (ex GS-186 fino al 1980): entrata in servizio nel 1970 ed operò nella marina militare sovietica fino al 1980, e poi nella marina militare cubana. Il suo stato attuale è sconosciuto.[1]
- GS-192: entrata in servizio nel 1971 ed operativa nella Flotta del Nord.
- GS-193: entrata in servizio nel 1971 ed operativa nella Flotta del Nord.
- GS-194: entrata in servizio nel 1971 ed operativa nella Flottiglia del Caspio.
- GS-198: entrata in servizio nel 1972 ed operò nella Flotta del Pacifico. Il suo stato attuale è sconosciuto.[1]
- GS-269: entrata in servizio nel 1972 ed operativa nella Flotta del Pacifico.
- GS-271: entrata in servizio nel 1972 ed operativa nella Flotta del Nord.
- GS-273 (Alčevs'k nel 1997-1998): entrata in servizio nel 1972 ed operò nella Flotta del Mar Nero fino al 1997, e poi nella marina militare ucraina. Nel 1998 è stata trasferita all'impresa pubblica ucraina Deržhidrohrafija (in ucraino «Держгідрографія»?). Nel 2014 è stata trasferita alle compagnie di navigazione russe Crimean seaports (in russo «Крымские морские порты»?) e poi Techmenedžment (in russo «Техменеджмент»?), ed è stata radiata nel 2022.
- GS-275: entrata in servizio nel 1972 ed operò nella Flotta del Baltico, è stata radiata nel 1995.
- GS-200: entrata in servizio nel 1973 ed operativa nella Flotta del Pacifico.
- GS-202: entrata in servizio nel 1973 ed operativa nella Flottiglia del Caspio.
- GS-206: entrata in servizio nel 1973 ed operò nella Flotta del Nord, è stata radiata nel 2012.
- 5 de Julho (ex GS-208 fino al 1980): entrata in servizio nel 1973 ed operò nella Flotta del Mar Nero fino al 1980, e poi nella Marina popolare nazionale capoverdiana (dopo il 1992 nella Guardia costiera di Capo Verde). Il suo stato attuale è sconosciuto.[1]
- GS-210: entrata in servizio nel 1974 ed operativa nella Flotta del Pacifico.
- GS-212: entrata in servizio nel 1974 ed operò nella Flotta del Mar Nero fino al 1994, e poi nella marina militare ucraina. Nel 1998 è stata trasferita all'impresa pubblica ucraina Deržhidrohrafija e radiata nel 2019.
- GS-214: entrata in servizio nel 1974 ed operativa nella Flotta del Baltico.[1]